# Sant Andreu de Llar (església vella)
Sant Andreu de Llar és l'església, antigament sufragània del poble nord-català de Llar, del terme comunal de Canavelles, de la comarca del Conflent.
Està situada allunyada uns 500 metres al nord-est del poble de Llar. Té al seu costat meridional l'antic cementiri parroquial.

## Història
Sant Andreu de Llar fou probablement una possessió de Sant Miquel de Cuixà, procedent del monestir desaparegut de Sant Andreu d'Eixalada. És possible que sigui l'església de Sant Andreu de prop de Canavelles esmentada el 846 en una donació al monestir d'Eixalada feta pel comte Berà I. Un segon esment, aquest més segur que l'anterior, del 950, és la confirmació feta pel papa Agapit II de les propietats de Cuixà, tornades a confirmar el 1.011 pel papa Sergi IV. El segle xix es construí la nova església de Sant Andreu, i aquesta església quedà desafectada, i aviat abandonada.

## L'edifici

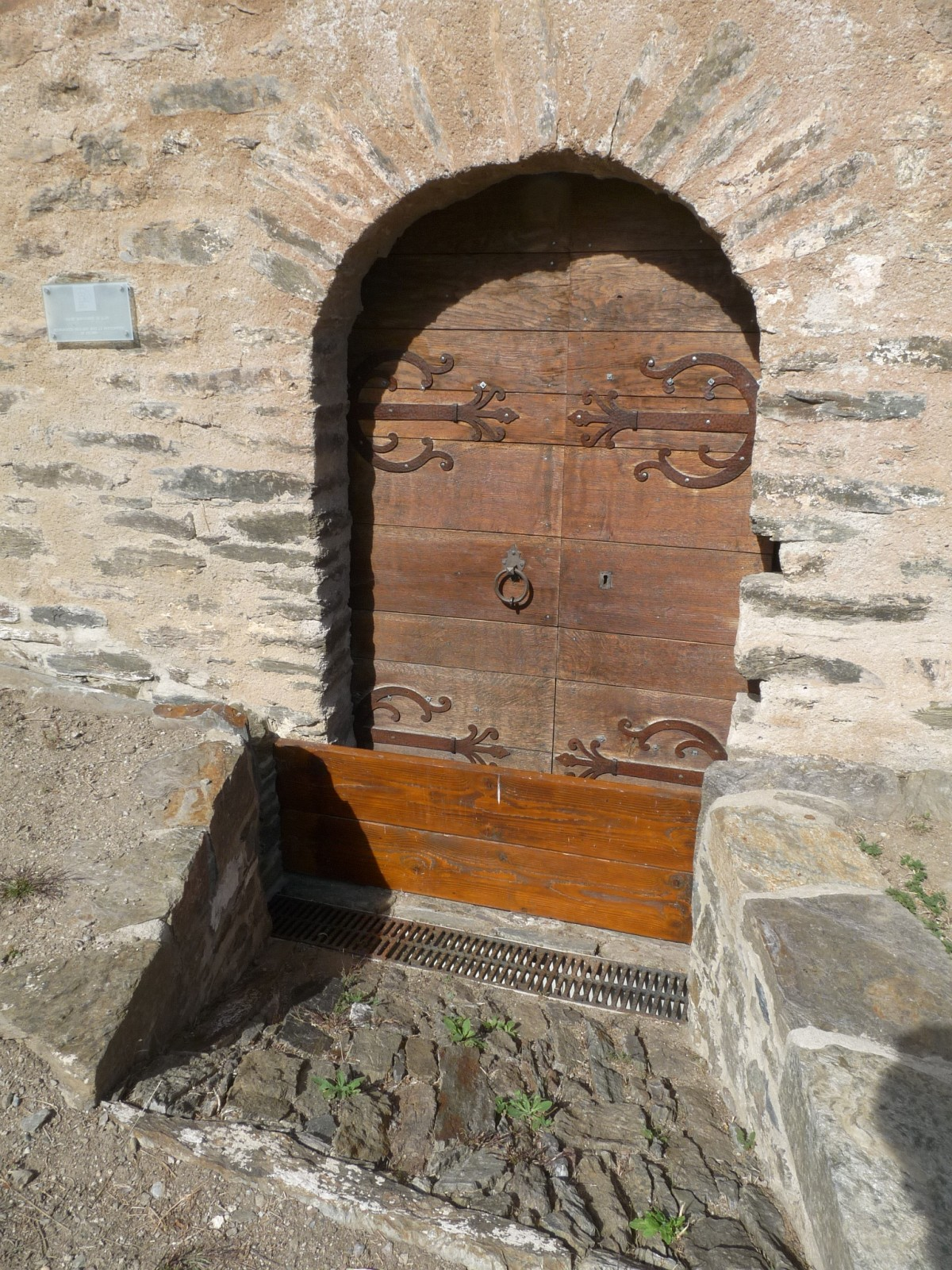
Porta de l'església, a la façana sud

És una petita església de nau única capçada a llevant per un absis semicircular. La volta que cobreix la nau és de canó llis, lleugerament apuntada, com ho és també l'arc triomfal. Exteriorment, l'absis és mig enterrat, cosa que ha tapiat la finestra de doble biaix del centre de l'absis. Una altra finestra estreta i llarga, amb llinda, és al mur de ponent. La porta, senzilla, és a migdia.
La part nord de l'església és assentada damunt de la roca viva, que és tallada a plom fins a l'alçada d'un metre. L'aparell és d'esquist, i correspon a una obra del segle xi.